# لیوبیشا رایکوویچ
لیوبیشا رایکوویچ (انگلیسی: Ljubiša Rajković؛ زادهٔ ۳ اکتبر ۱۹۵۰) بازیکن فوتبال اهل یوگسلاوی بود.
از باشگاه‌هایی که در آن بازی کرده‌است می‌توان به باشگاه فوتبال رادنیشکی نیش و باشگاه فوتبال باستیا اشاره کرد.
وی همچنین در تیم ملی فوتبال یوگسلاوی بازی کرده‌است.